# Muldava
Muldava (bulgariska: Мулдава) är ett distrikt i Bulgarien.   Det ligger i kommunen Obsjtina Asenovgrad och regionen Plovdiv, i den centrala delen av landet, 160 km sydost om huvudstaden Sofia.
Trakten runt Muldava består till största delen av jordbruksmark. Runt Muldava är det ganska tätbefolkat, med 100 invånare per kvadratkilometer.